# Insidious: Chapter 3
Insidious: Chapter 3 (bra: Sobrenatural: A Origem; prt: Insidious: Capítulo 3) é um filme canado-estadunidense de 2015, dos gêneros terror e drama, escrito e dirigido por Leigh Whannell.
Este terceiro filme da franquia Insidious marca a estreia de Whannell como diretor. Apesar do Chapter 3 no título, o filme não é continuação de Insidious: Chapter 2, mas uma prequela.

## Sinopse
Os eventos deste filme são anteriores ao assombro da família Lambert. A parapsicóloga Elise Rainier aceita o caso, meio a contragosto, de uma adolescente que vem sendo manipulada por um ente sobrenatural, e para salvá-la precisará se comunicar com os mortos.

## Elenco
| Ator                | Personagem                    |
| ------------------- | ----------------------------- |
| Stefanie Scott      | Quinn Brenner                 |
| Dermot Mulroney     | Sean Brenner                  |
| Lin Shaye           | Elise Rainer                  |
| Angus Sampson       | Tucker                        |
| Leigh Whannell      | Specs                         |
| Hayley Kiyoko       | Maggie                        |
| Steve Coulter       | Carl                          |
| Ashton Moio         | Hector                        |
| Tate Berney         | Alex Brenner                  |
| Ele Keats           | Lilith Brenner                |
| Adrian Sparks       | Jack Rainier                  |
| Michael Reid MacKay | O homem que não pode respirar |
| Joseph Bishara      | Demônio                       |

## Recepção

### Bilheteria
Insidious: Chapter 3 arrecadou 52,2 milhões de dólares na América do Norte e 60,8 milhões em outros territórios, para um total mundial de 113 milhões de dólares, contra um orçamento de 10 milhões.

### A resposta da crítica
A revisão site agregador Rotten Tomatoes lista um índice de aprovação de 58%, com base em 106 avaliações, com uma média de classificação de 5.5 / 10. O consenso crítico do site lê, "Insidious: Chapter 3 não é tão terrível quanto o original, embora ele possui profundidade temática surpreendente e é animada por um outro bom desempenho de Lin Shaye". No Metacritic, que atribui uma classificação normalizada, o filme tem uma pontuação de 52 em 100, com base em 26 críticos, indicando "críticas mistas ou médias".